# Јетра
Јетра је орган код кичмењака (укључујући и људе) и код неких других животиња.
Јетра има важну улогу у метаболизму у коме обавља мноштво функција, укључујући детоксификацију, одлагање гликогена и производњу протеина крви. Јетра такође производи жуч, која је важна приликом варења. Медицински термини који су у вези са јетром, углавном почињу са хепато- од грчке речи за јетру, хепар.
Јетра је жлезда. Она је помоћна жлезда за варење која производи жуч, и алкална једињења која помажу у варењу путем емулзификације липида. Жучна кеса, мала врећа која се налази непосредно испод јетре, сакупља жуч коју јетра производи. Високоспецијализовано ткиво јетре које се углавном састоји од хепатоцита регулише велики број различитих биохемијских реакција великих размера, укључујући синтезу и разлагање малих и комплексних молекула, многи од којих су неопходни за нормалне виталне функције. Процене тоталног броја функција овог органа варирају, мада уџбеници углавном наводе да их има око 500.
Тренутно не постоји начин да се компензује одсуство функције јетре на дуготрајној бази, мада се технике јетрене дијализе могу користити током краћих периода. Развој вештачких јетри је потенцијално дуготрајно решење које ће можда постати доступно у будућности. За сад, трансплантација јетре је једина опција у случајевима комплетног затајења јетре.

## Јетра човека

### Анатомија
Код одраслих људи јетра је мекан, смеђецрвени орган клинастог облика, највећи орган у трбушној шупљини, а налази се са десне стране трбушне шупљине, непосредно испод дијафрагме. Јетра је тешка обично 1200-1600 г, а састоји се од 2 режња (лат. lobus), од којих је десни око 6 пута већи од левог. Десни режањ је горњом границом у висини петог ребра, а доњи руб је на десној страни испод прсног коша. Леви режањ иде косо и својим врхом дотиче леву стану дијафрагме.
Горња страна јетре (лат. facies diaphragmatica hepatis) јесте конвексна и належе уз дијафрагму и предњи трбушни зид. Покривена је перитонеумом и причвршћена за дијафрагму и предњи трбушни зид српастом везом (лат. ligamentum falciforme hepatis).
У свом доњем, слободном рубу она садржи облу свезу јетре (лат. ligamentum teres hepatis), заостатак пупчане вене (лат. vena umbilicalis). Њена два листа се раздвајају код стражњег руба јетре и настављају горњи лист веначне вене.
Доња страна (лат. facies visceralis hepatis) јесте конкавна и спушта се косо према доље и удесно и належе најпре на једњак и предњу страну желуца, а затим на горњи део дуоденума, на десни угао дебелог црева, на десни бубрег и на десну надбубрежну жлезду. На доњој страни јетре налазе се три жлеба, један попречни и два сагитална, који заједно обликују слово H. Попречни жлеб представља хилус или порту јетре (porta hepatis), кроз који пролазе крвне жиле, живци и жучни канали. Леви сагитални жлеб је у виду дубоке пукотине, (лат. fissura sagittalis sinistra), која у свом предњем делу садржи lig. teres hepatis, а у свом задњем делу lig. venosum. У предњи део десног жлеба належе жучни мехур, која одговара удубини.
Јетра се састоји од два неједнака режња, десног (лат. lobus dexter) и левог (лат. lobus sinister), од којих је први знатно већи. Границу између режњева јетре означавају на њеној горњој страни српаста веза (лат. lig. falciforme hepatis), а на њеној доњој страни леви сагитални жлеб (лат. fisura sagittalis sinistra). На доњој страни јетре десним сагиталним жлебом издвојени су непотпуно од десног режња два мања, предњи, четвртасти (лат. lobus quadratus) и стражњи, репати.
Јетра је обавијена везивном овојницом, лат. capsula fibrosa hepatis, (назива се и Глисонова овојница), која се у подручју јетрених врата (лат. porta hepatis места где у јетру улазе јетрене артерије и вена порта) назива лат. capsula fiborsa perivascularis. Кроз јетрена врата на доњој страни јетре, између десног и левог режња, улазе гране јетрене артерије (лат. arteria hepatica propria) и порталне вене (лат. vena porte) у јетру заједно са трачцима овојнице, затим се те структуре гранају до нивоа темељене градивне јединице јетре, јетрене режњиће. Јетра, наиме, поседује двоструки крвно-нервни систем. Око 80% крви улази у јетру порталним крвотоком кроз вену порте, а око 20% кроз артерију хепатику. Јетра је на тај начи богато опскрбљена крвљу, опток износи око 1,5 литар у минуту. Хепатичном артеријом јетра добија храну и кисеоник, а порталним крвотоком доспевају у јетру храњиве материје и остали састојци који су апсорбовани у систему за варење (танко црево, дебело црево), те се у јетри углавном и метаболизују.

### Хистологија
Јетра је састављена од великог броја основних функционалних јединица које се називају јетрени режњићи (лобул). Јетрени режњић је хексаедричног облика. У средишту лобула налази се централна вена, око које се зракасто шире градице јетрених ћелија хепатоцит. Градица се састоји од два низа хептоцита између којих се налази жучни каналић. Јетрени режњићи су међусобно раздвојени везивном преградом која садржи венуле настале гранањем порталне вене и јетрене артериоле настале гранањем јетрених артерија, те жучне канале и лимфне жиле. Венска крв из порталних венула у везивним преградама тече јетреним синусоидама према средишту јетреног режњића у централну вену. Јетрене синусоиде садрже бројне отворе те материје из венске крви лако одлазе у простор између ћелијског зида синусоида и јетрених ћелија. Тај простор се назива Дисеов простор, из којега течност одлази у лимфне жиле.
Централне вене сваког режњића уливају се у веће сабирне вене, све до јетрених вена (4-5 јетрених вена) које се уливају у доњу шупљу вену (лат. vena cava inferior).
Друге врсте ћелија, Купферове ћелије, распоређене су уз зидове јетрених синусоида и припадају ретикулоендотелном систему. Однос Купферових и парехиматозних јетрених ћелија у ткиву јетре је 3:17. Метаболичке функције врше се у паренхиматозним ћелијама, хепатоцитима, док су Купферове ћелије део ретикулоендотелног система и имају способност фагоцитирања.
У јетреним ћелијама (хептоцитима) ствара се жуч у жучним капиларама (колангиоле), које се налазе између између двоструких редова хептоцита у јетреном режњићу, те излази из лобула формирајући интерлобуларне каналиће. Из тих каналића жуч одлази у све веће водове све до 5-6 цм дугог заједничког жучног вода (лат. ductus hepaticus communis), који настаје спајањем левог и десног жучног вода. Ти каналићи су омотани везивним ткивом.
Заједнички јетрени вод са изводним каналом (лат. ductus cysticus) жучног мехура ствара главни жучовод (лат. ductus choledochus). Системом жучних канала излучују се жуч и у њој растворене материје из јетре у жучни мехур.

### Функција јетре
Највећа је жлезда у људском организму, а служи за складиштење храњивих материја, те неутралисање штетних.
Јетра има врло важну улогу у низу метаболичких, како катаболичких тако и анаболичких процеса, па се стога назива „централном лабораторијом“ организма. У њој се одвија велики део метаболизма угљених хидрата, липида, протеина и других азотних материја. У јетри се такође врши процес детоксикације, конјугације и естерификације. Метаболичке функције врше се у паренхиматозним ћелија, хепатоцитима, док су Купферове ћелије део ретикулоендотелног система и имају способност фагоцитирања. Данас је већ познато и које субцелуларне органеле врше поједине од наведених функција.
Митохондрије садрже ензиме потребне у метаболичким реакцијама угљених хидрата, протеина и липида. У њима се одвијају процеси оксидативне фосфорилације и стварања енергетских богатих једињења (ATP). Рибозоми садрже рибонуклеинску киселину (РНК) и ту се врши процес синтезе протеина и процес конјугације. У грубим и глатким мембранама ендоплазматског ретикулума и рибозомима активирају се аминокиселине за синтезу протеина, врши се синтеза колестерола, конјугација билирубина и детоксикација лекова и других материја, док се транспорт и секреција билирубина приписује голџијевом апарату. Лизозоми садрже разне ензиме, нпр. киселе хидролазе, протеазе, а неки од њих суделују у метаболизму жучних боја, гвожђа и бакра.

### Улога циркулаторног система јетре
Циркулаторни систем јетре служи као додатни спремник крви, у којем се уобичајено налази око 500 мЛ крви, а додатно може примити до 1 литре крви. У лимфним жилама јетре ствара се 50% укупне лимфе у телу, док Купферове ћелије уклањају бактерије које се из система за варење апсорбирају заједно са храњивим материјама.

### Улога јетре у метаболизму
Јетра има важну улогу у метаболизму масти, угљених хидрата, те најважније протеина људског тела. Уз то у јетри се ствара део фактора згрушавања крви, чува се гвожђе, различити витамини, те она учествује у детоксификацији материје.

#### Улога јетре у метаболизму угљених хидрата
У јетри се одвијају важни процеси у метаболизму угљених хидрата, као што су:
- глуконеогенеза - стварање глукозе из аминокиселина и глицерола
- одржавање нормалне концентрације глукозе у крви између оброка, везивањем и отпуштањем гликогена
- претварање фруктозе и галактозе у глукозу

#### Улога јетре у метаболизму масти
У јетри се ствара већина липопротеина, угљени хидрати и протеини се претварају у масти, синтетише се велика количина холестерола, искориштавају се масти за добијање једињења (ацетил коензим А) који се даље у осталим ћелијама тела користе за добијање енергије у циклусу лимунске киселине.
Јетра има важну улогу у метаболизму липида. У том се органу врши синтеза масних киселина, фосфолипида, холестерола и липопротеина. У јетри се врши естерификација холестерола и стварања жучних киселина, као и метаболичка разградња масних киселина, те стварања кетонских тела. У пракси се у дијагностици болести хепатобилијарног тракта највише одређује концентрација холестерола. Он се највећим делом синтетише у јетри из активног ацетата (ацетил коензим А), а јетра је и орган преко којег се холестерол излучује у жуч. У јетри се врши естерификација холестерола са масним киселинама уз помоћ ензима ацил-холестерол-ацил-трансфераза (ACAT), док у крви ензим лецитин-холестерол-ацил-трансфераза (LCAT), при чему се масна киселина преноси с лецитина и веже на C3 атом холестерола. Одређивање концентрације укупног холестерола у серуму корисно је за разликовања опструктивног и хепатоцелуларног иктеруса. У опструктивном иктерусу концентрација холестерола у серуму расте до високих вредности, те постоји одређена повезаност и с повишењем концентрације билирубина и активности алкалне фосфотазе. Насупрот томе, код хепатоцелуларног иктеруса холестерол је нормалан или тек слабо повишен. Међутим, код опструктивног иктеруса узрокованог малигном болести, обично изостаје пораст серумског холестерола. Уопштено се код малигних болести често налази ниска концентрација холестерола. Тешка оштећења јетре (нпр: цироза јетре или токсични хепатитис) смањују синтетску и естерификацијску функцију јетре, па се у тим стањима могу наћи ниске концентрације холестерола, чак испод 2,6 mmol/L. Такав је налаз увек знак врло тешког оштећења с јако ослабљеном функционалном способношћу јетре.

#### Улога јетре у метаболизму протеина
Најважнији део метаболичких функција јетре, односи се на метаболизам протеина. У јетри се одвијају реакције у који се ствара карбамид (из амонијака), стварају се бројне беланчевине плазме, одвијају се реакције у којима из једних аминокиселина стварају друге.

#### Функција јетре у конјугацији и детоксикацији
Разне токсичне и организму стране материје конјугују се у јетри са глукуронском или сумпорном киселином или глицином и тиме се преводе у нетоксична и боље растворна једињења, која се затим излучују из тела. Тако се индол апсорбован из црева оксидује у јетри у индоксил и конјугује са глукуронатом или сулфатом и као такав излучује урином као индикан. Тако се и салицилна киселина, ментол, камфор, фенол и друге материје и лекови вежу у глукурониде или сулфате. На тај начин јетра врши детоксикацију, иако можда тај израз није сасвим добар, јер многа једињења која се стварају у организму и нису токсична, као нпр. билирубин и неки хормони, такође се конјугирају и излучују као глукурониди или сулфати. Осим са глукуронатом или сулфатом јетра врши конјугацију и са глицином па се тако салицилна, никотинска или бензојева киселина могу везати са глицином у салицилурну, никотинурну и хипурну киселину.
Да би се испитала функција јетре у конјугацији и детоксикацији, предложено је више метода, а сви се темеље на томе да се пацијент оптерети неком материјом која се у јетри конјугује, а потом се испитује колико се глукуронида или сулфата после тога налази у крви или излучених у урину. Од свих тих тестова највише се користио тест синтезе хипурне киселине настале конјугацијом бензоата са глицином. Тај се тест у прошлости доста користио при испитивању функције јетре, а данас се, као и други тестови оптерећења мање користи, јер се за дијагностику јетрених болести више користе ензиматски тестови.
Тест синтезе хипурне киселине
Бензојева киселина се у јетри конјугује са глицином у хипурну киселину, која се излучује урином. У здравој јетри ова синтеза се брзо одвија, па се већ након неколико сати највећим делом излучује хипурна киселина. Она се може из урина исталожити у облику игличастих кристала и мерити гравиметријски или титрацијом са натријумовом базом.

### Промене активности ензима у болестима хепатобилијарног тракта
Одређивање активности разних ензима у крвном серуму има врло велику дијагностичку вредност код болести јетре и жучних водова. У последњих 30 година, развојем клиничке ензимологије, знатно су се повећале могућности испитивања хепатобилијарног тракта и побољшала диференцијална дијагностика тих болести. Док су се при лабораторијским тестовима могли углавном регистровати само функционални поремећаји, а који се каткад јављају доста касно, тек након лезије ткива, ензимски тестови већином указују на анатомске промене, дакле већ на саму лезију. На пропусност и интегритет јетрених ћелија указују активности неких ензима који при процесима који узрокују промене пропусности ћелијских мембрана или некрозу ћелија прелазе из оштећених ћелија у крвоток, па се тиме повећавају активности тих ензима у серуму или плазми. На основи ензимске слике може се зато упознати природа и интензитет патолошког процеса. Ензими хепатобилијарног тракта могу се сврстати у 3 групе:
- 1. Ензими који се синтетишу у јетри и луче у крвоток, стварају се у ћелијама јетреног паренхима и излучују у крв, у којој обављају своју физиолошку функцију. У ову групу убрајају се: коагулацијски фактори и холинестераза. Смањена активност колинестеразе обично се налази код хроничних болесника јетре кад јетра постане функционално инсуфицијентна.
- 2. Индикаторски ензими су ензими који приликом оштећења ћелија излазе у крв, те упозоравају да постоји лезија због које је омогућен прелазак садржаја оштећених ћелија у крв. Ту спада релативно много ензима: , , , , , ICDH, GGT, алдолаза, алкалне фосфатазе итд. Битни су за ензимску слику јетре. Присуство дела ових ензима највише расте у акутном хепатитису.
- 3. Ензими локализовани у епителу жучних водова – има доста GGT, LAP и алкалне фосфатазе. Приликом опструкције жучних путева, услед лезије епитела ензими прелазе у серум, где онда долази до повећане активности.

У болестима хепатобилијарног тракта, зависно од тога о којој болести се ради, долази до промена активности многих ензима, као: аминотрансфераза, алдолазе, лактат-дехидрогеназе, сорбит-дехидрогеназе, глутамат-дехидрогеназе, церулоплазмина, леуцин-аминопептидазе, y глутамилтреансферазе, алкалне фосфатазе, 5-нуклеотидазе, изоцитрат-дехидрогеназе, малат-дехидрогеназе, глукоза-6-фосфат-дехидрогеназе (улази у процес гликолизе, а настао глукогенолизом непосредно из глукозе), орнитин-карбамилтрансфераза, гуаназе итд.
Клиничко значење
У инфективном хепатитису знатно је повећана активност индикаторских ензима у серуму. Ти ензими, због промене пропусности ћелијске мембране и оштећења ткива узрокованих упалним процесом, прелазе у већим количинима из ћелија у крвну циркулацију, што изазива пораст њихове активности у крвном серуму. Највише расте активност серумских аминотрансфераза, АСТ-а до 50, а АЛТ-а и до 100 пута више од границе референтних вредности. При томе је карактеристично да је активност АЛТ-а већа од активности АСТ-а, тј. налази се инверзија коефицијента АСТ/АЛТ, ДеРитисовог коефицијента, па је овај у инфективном хепатитису мањи од 1, и у просеку износи око 0,63. Активност осталих индикаторских ензима у серуму такође је повишена, али не толико као аминотрансфераза. Активност алдолазе и глутамат-дехидрогеназе могу да порасту 10-15 пута изнад границе референтних вредности, а лактат-дехидрогеназе и γ-глутамилтрансферазе нешто мање. Активност сорбит-дехидрогеназе, ензима карактеристичног за јетру, може у серуму порасти и до 70 пута изнад нормале. За прогнозу и оцену тежине болести значајан је управо интензитет пораста активности SDH и GLDH.
У тешким случајевима болести активности тих ензима у серуму врло су велике, GLDH је већа од 20 У/Л, а SDH од 50 У/Л. Како лезија ћелија претходи слабљењу функције јетре, то и пораст активности ензима, посебно аминотрансфераза, почиње пре него што се појаве патолошки испади „класичних“ тестова, нпр. пораст концентрације билирубина у серуму, промена односа протеинских фракција које се очитују у елферограму и флокулационим тестовима и др. Тако активност аминотрансфераза у серуму почиње да расте и до 3 недеље пре осталих лабораторијских показатеља, што је важно за рану дијагнозу акутног хепатитиса. Активности ензима који се налазе у епителу жучних путева или се излучују путем жучи, као алкохолне фосфатазе или LAP-а у акутном хепатитису, мало се повисују, 2-3 пута, а понекад се, иако ређе, налазе и нормалне активности, нпр. алкалне фосфатазе. Активност GGT, будући да се налази углавном у епителу жучних путева, али је нешто има и у јетреном паренхиму, порасте нешто више, али ретко преко 200 У/Л. Иначе се уопштено пораст активности GGT у серуму сматра једним од најосетљивијих знакова оштећења јетре.
Активност холинестеразе не показује неке значајније промене, тек уколико се функционална способност јетре смањи, снижава се активност холинестеразе.
Активности ензима у серуму обично су нормалне или граничне при перзистентном хроничном хепатитису. Нешто могу бити повишене у серуму активности GGT и орнитин-карбамилтрансферазе. Насупрот томе, у агресивном хроничном хепатитису активности индикаторских ензима у серуму расту слично као у цирози јетре. ДеРитисов коефицијент AST/ALT обично је изнад 1. Активност GGT је висока, а нарочито у хепатитису узрокованом алкохолом пораст активности GLDH и већи пораст активности AST-а од ALT-а указују на некротичне кризе. У некротским кризама активности аминотрансфераза, GGT, GLDH, SDH могу бити врло високе. У хроничном хепатису налази се ослабљена функција јетре, а то узрокује често снижену активност холинестеразе.
У цирози јетре повисују се активности аминотрансфераза до око 5 пута, и обично AST-а више од ALT-а, а осталих индикаторских ензима, као алдолаза, LDH, SDH, нешто мање. Активност алкалне фосфатазе такође се умерено повишава. Међутим, за цирозу је карактеристичан јачи пораст активности GGT и GLDH. Активност GGT је посебно висока, и од 1000 У/Л, некад и више, у цирози алкохоличара. Тај пораст GGT у цирози алкохоличара последица је токсичног ефекта алкохола на микрозоме и индукције тог ензима алкохолом. Међутим, у цирози активности ензима могу бити и слабије повишене, некад чак и нормалне, а то зависи од фазе у којој се болест налази. У терминалној фази, када је функционално активно ткиво већ редуковано немају се више одакле ензими излучивати у циркулацију, па се њихове активности у серуму снижавају. Али што више функција јетре слаби, све се више снижава активност серумске холинестеразе, и то је карактеристичан налаз у цирози јетре.
Ензимски тестови врло су корисни за разликовање хепатоцелуларног и опструктивног иктеруса. У опструктивној жутици обично су активности аминотранфераза и осталих индикаторских ензима умерено повишене у серуму, уз јачи пораст активности алкохолне фосфатазе 7а, GGT, LAP и церулоплазмина. За разлику од хепатоцелуларне, у опструктивној жутици обично је ДеРитисов коефицијент нормалан, тј. активност AST-а је већа од активности ALT-а. За диференцијалну дијагнозу је од важности и однос аминотрансфераза и алкалне фосфатазе. Док је ALT/AP у акутном хепатитису већи од 25, па чак и од 50, у опструктивној жутици тај је однос обично око 1 или нешто већи или мањи. Ензимска слика понекад омогућује да се опструктивни иктерус изазван конкрементима разликује од оног изазваног малигним процесом, јер је у овом последњем случају обично снижена активност холинестеразе и јаче повишена активност алкалне фосфатазе. Ако су већ присутне метастазе, често се налази и јачи пораст активности алдолазе и LDH.
У хепатоцелуларном иктерусу с холестазом слика је мешана, па налазимо активност ензима у серуму која указује и на оштећења јетре и на колостазу, тј. уз високе активности аминотрансфераза и осталих индикаторских ензима и релативно високе активности алкалне фосфатазе, GGT и LAP. Корисне податке у диференцијалној дијагностици болести хепатобилијарног тракта даје одређивање више ензима и њихови међусобни односи.

## Поремећаји
Нормалне вредности појединих ензима јетре и најчешћи узорци њиховог поремећаја:
- нормална: мушки: 12-48 У/Л, женски: 10-36 У/Л. Повишене вредности указују на акутно оштећење јетре, најчешће изазвано терапијом антибиотицима, уносом газираних пића, сокова. Узроци повишене вредности су:
  - 1. Вирусни хепатитис
  - 2. Токсични хепатитис
  - 3. Шок јетре
  - 4. Инфективна мононуклеоза
  - 5. Алкохолни хепатитис
  - 6. Полимиозитис.
- нормална: мушки 11-38 У/Л, женски: 8-30 У/Л. Повишене вредности указују на значајно оштећење јетре или нека друга обољења као што су:
  - 1. Хепатоцелуларно оштећење (вирусни, токсични, алкохолни хепатитис, шок јетре)
  - 2. Инфаркт миокарда
  - 3. Хемолиза ин виво
  - 4. Болест скелетних мишића
  - 5. Инфаркт плућа
  - 6. Постхепатична билијарна опструкција.
- нормална: мушкарци 11-55 У/Л; жене 9-35 У/Л. Повишене вредности се најчешће јављају код алкохоличара и знак су оштећења јетре.
- Билирубин укупни нормалан: 5,1-17.0 μmol/L. Повишене вредности се јављају код оштећења јетре и опструкције жучних путева. Поред тога знак је:
  - 1. Инсуфицијенције јетре
  - 2. Екстрахепатична опструкција
  - 3. Хемолизе
  - 4. Код новорођенчета услед разних узрока као физиолошка хипербилирубинемије
  - 5. Гилбертов синдром.
- Албумини нормална 40,6-51,4 г/Л. Узрок повишених вредности дехидрација. Узроци снижених вредности: акутна упала и инсуфицијенција јетре са смањеном синтезом албумина.
- Референтне вредности за алкалну фосфатазу зависе од доба и разликују се код одређених популација (мушки: 60-142 У/Л; женски доба <50 г. 54-119 У/Л; женски доба >50 г. 64-153 У/Л), а узроци повишених вредности:
  - 1. Интрахепатална холестаза
  - 2. Екстрахепатична холестаза
  - 3. Остеоблатична болест
  - 4. Тумор који ствара алкалну фосфатазу
  - 5. Трудноћа.
  - редак узрок снижених вредности је хипофосфатемија

### Метаболизам билирубина
Билирубин настаје низом реакција из хемоглобина. Хемоглобин се ослобађа приликом распадања еритроцита у ћелијама ретикулоендотелног система, првенствено у слезини, коштаној сржи и јетри. Цепањем метенског моста између првог и другог пиролног прстена отвара се порфирински прстен и настаје једињење биливердин-гвожђе-глобин, које се назива још колеглобин или вердохемоглобин. Реакцију катализује ензим хемоксигеназа уз кисеоник и NADPH2. Тада се отцепљује гвожђе и глобин, а сам биливердин се редукује у билирубин деловањем ензима биливердин редуктазе. Све те реакције одвијају се у ретикулоендотелном систему (РЕС). Из ћелија РЕС-а билирубин доспева у крвоток, те се у крви веже на албумин и као такав (пре се називао индиректни билирубин) посебним активним транспортним системом улази у јетрене синусоиде и из њих у ћелије јетреног паренхима (хепатоците). Ту се одваја албумин, а билирубин се конјугује у ендоплазматичном ретикулуму. Тиме нерастворни билирубин прелази у растворни облик. Овај конјуговани билирубин пре се називао директни билирубин. При споменутим процесима важан је активан транспорт билирубина од синусоида кроз јетрену ћелију до жучних каналића, у чему играју улогу неке субцелуларне структуре, лизосоми и Голђијев апарат. Са жучи билирубин доспева у танко црево, где се ослободи из глукуронида деловањем глукуронидазе и под утицајем деловања анаеробне цревне флоре редукује се у уробилиноген. Уробилиноген се делом излучује преко дебелог црева у столицу, а други део уробилиногена враћа се ентерохепаталном циркулацијом, порталним крвотоком у јетру. Из јетре се поново излучује у танко црево, а делом преко хемороидалног венског сплета (лат. plexusa hemorrhoidalesa) у саставни крвоток, те доспева у бубреге и излучује се као мокраћни уробилиноген у количини од 0,85 до 6,76 µmol (0,5-4 мг) дневно.
У хемолитичкој жутици хемоглобин се разграђује у већој количини у РЕС-у због хемолизе еритроцита. Због тога се повећава концентрација билирубина везаног за протеине у крвотоку. Ако стварање билирубина у РЕС-у порасте троструко од нормалног, јетра, иако здрава и функционално способна, не може више сву ту количину билирубина да прими и даље метаболизује, па долази до жутице. Јетра појачано метаболизује билирубин и излучује га конјугованог с глукуронатом у жуч и преко њега у црево. Због тога расте и фекални стеркобилиноген, што изазива тамну боју столице. У жучи се такође повећава концентрација билирубина и то изазива предиспозицију за стварање жучних каменаца. Стеркобилиноген се у већој количини враћа ентерохепатичном циркулацијом у јетру. Јетра опет не може сву ту количину да прими и поново је излучује, па више жучне боје доспијева крвотоком у бубреге те се више уробилиногена излучује урином.
Нормалне вредности билирубина у крви су за:
- укупни билирубин: 3-20
- конјуговани билирубин: < 4,3

#### Жутица
Жутица (лат. icterus) је повишење концентрације билирубина у крвном серуму (хипербилирубинемија) која има за последицу појаву жуте боје коже, слузница и беоњача. Према узроку хипербилирубинемије разликујемо разне типове жутице, а диференцирање жутице једно је од основних проблема у диференцијалној дијагностици болести хепатобилијарног тракта. Разликују се четири типа жутице:
- 1. хемолитичка жутица, узрокована повећаним распадом еритроцита и разградњом хемоглобина,
- 2. опструктивна жутица, узрокована застојем у билијарном тракту,
- 3. хепатоцелуларна или паренхиматозна жутица, узрокована поремећајем екскреторне функције јетрених ћелија
- 4. функционална жутица.

## Јетра животиња
Јетра је орган који се налази код свих кичмењака и обично је највећи висцерални орган. Облик органа варира између врста и понајвише је одређен обликом и распоредом осталих суседних органа. Ипак код већине животиња подељена је у леви и десни режањ. Изузетак су змије, где је јетра дугуљастог облика попут цигаре због облика саме животиње. Унутрашња структура јетре је код свих кичмењака врло сличне.
Орган који се каткада назива јетра налазимо код система за варење копљача (лат. Amphioxus) раздела хордата (лат. Chordata), иако је код ових врста функција органа жлезда која излучује ензиме, док метаболичке нема.